# جيرو تانيغوتشي
جيرو تانيغوتشي (باليابانية: 谷口 ジロー) هو مانغاكا ياباني. حاصل على وسام الفنون والآداب الفرنسي.

## مسيرته

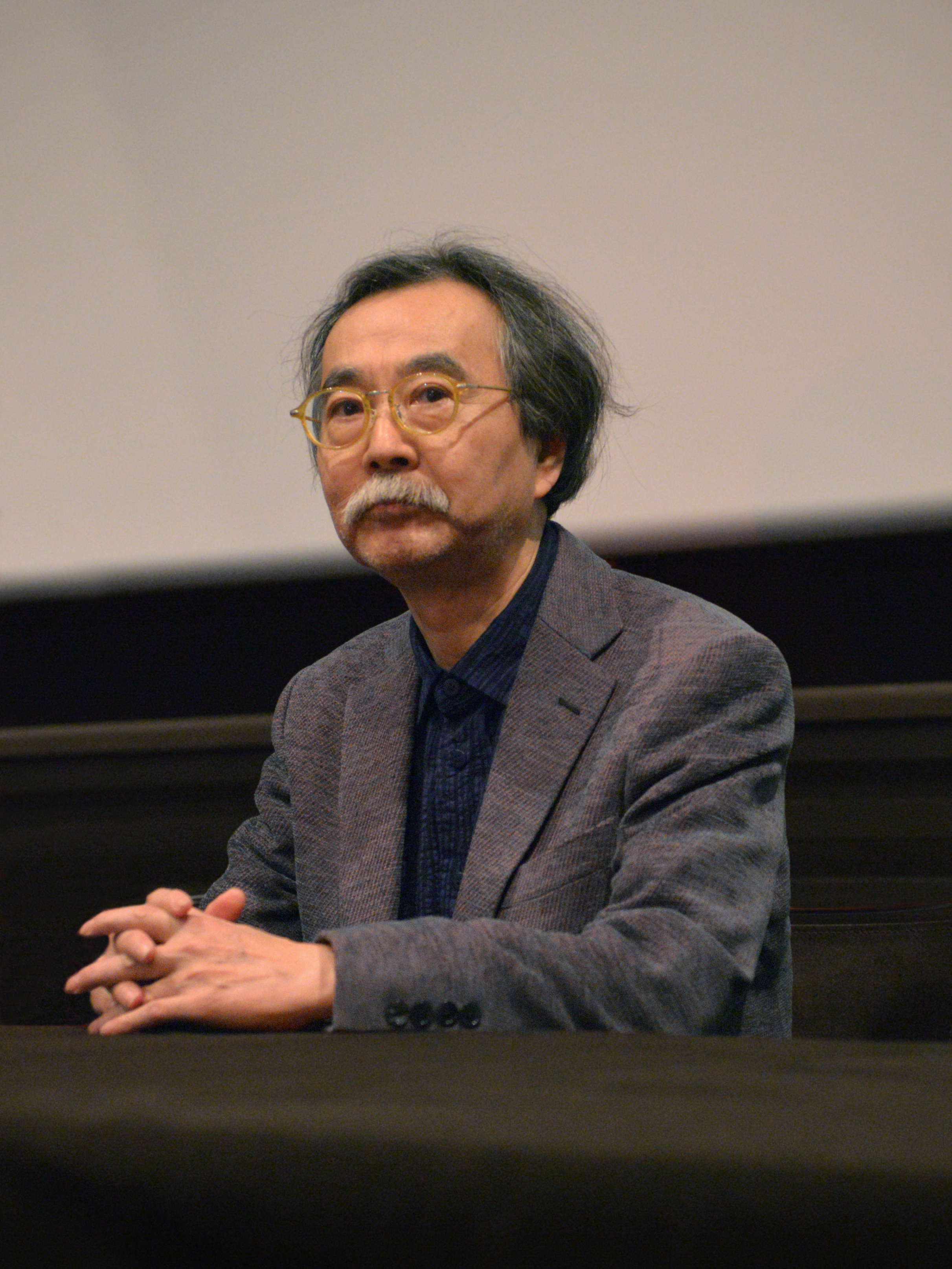
جيرو تانيغوتشي في مهرجان أنغوليم الدولي للكاريكاتير لعام 2015

ولد تانيغوتشي في محافظة توتّوري، وذهب إلى كيوتو بعد التخرج من مدرسة توتّوري الثانوية، ولكنه غادرها بعد ستة أشهر وتوجه إلى توكيو. سكن في الضواحي الغربية للعاصمة حتى نهاية حياته. وظهرت أعماله لأول مرة في سبعينيات القرن العشرين في مجلة يانغ كوميك الأسبوعية. وفي الثمانينيات، شكل جزءا من موجة جديدة من فناني المانغا الذين يعملون بأسلوب القصص المصورة الواقعية يعرف باسم ’’غيكيغا‘‘ بالتعاون مع كتاب مثل ناتسوؤ سيكيكاوا وغارون تسوتشييا (مارلي كاريب).
بدءاً من أواخر ثمانينيات القرن العشرين وحتى التسعينيات، تناول تانيغوتشي طيفاً من المجالات الجديدة، فقد عمل على حكاية الكلب ’’بروناكا‘‘، ومانغا ’’K‘‘ عن تسلق الجبال، و’’بوتشان نو جيداي (أزمنة بوتشان)‘‘. والعمل الأخير والذي يتمحور حول ناتسومي سوسيكي وغيره من الكتاب المعاصرين فاز بجائزة أوسامو تيزوكا الثقافية. كما خاض غمار الخيال العلمي بعمله ’’تشيكيو هيوكاي جيكي (تاريخ العصر الجليدي للأرض) والفانتازيا بعمله ’’غينجو جيتين (حكايات المملكة الحيوانية ما قبل التاريخ)‘‘.

## أعماله
- كايكيي شوتين
- جيكين يا كاغيو (المشاكل هي عملي)
- كودوكو نو غورومي (الذواق الوحيد)
- أروكو هيتو (الشخص الذي يسير)
- هاروكا نا ماتشي إي (حي بعيد)
- كونين نو موري (غابة السنة الضوئية)
- إيزاناؤ مونو (أشياء مغرية)